# Material Exchange Format
Material eXchange Format (MXF), формат обміну даними — контейнер для професійного зберігання і обробки відео- і аудіоматеріалів. Стандарт описаний міжнародною організацією SMPTE. Є крос-платформним і підтримується багатьма постачальниками програмних і апаратних рішень.

## Можливості
- Зберігання завершених робіт разом з їхніми метаданими
- Зберігання файлів у форматі, яке допускає потокове мовлення і перегляд під час передачі
- Створення інформації про синхронізацію декількох файлів
- У форматі MXF можна зберігати дані, стиснуті будь-яким алгоритмом

## Недоліки
Підтримка MXF різними пристроями не означає повної сумісності. Наприклад, пристрої можуть використовувати несумісні алгоритми стиснення.
На операційній системі (Windows або Mac OS) повинно бути встановлено безліч кодеків, вони мають функціонувати як компоненти QuickTime або форматів Video for Windows.